# Production I.G
Production I.G, Inc. (株式会社プロダクション・アイジー, Kabushiki gaisha Purodakushon Ai Jī) est un studio de production de films et de séries d'animation japonaise créé le 15 décembre 1987 sous le label I.G Tatsunoko avant de devenir Production I.G en 1993. Le nom provient des initiales des deux créateurs : Mitsuhisa Ishikawa (en) et Takayuki Gotō (ja).

## Histoire
Tout au long des années 1980, Mitsuhisa Ishikawa (en) travaille comme producteur pour le studio Tatsunoko, fondé en 1962 par Tatsuo Yoshida et ses frères. Parmi ses projets, Okawari-Boy Starzan S, et en 1987, la direction d'une annexe du studio où il travaillera sur Akai Kodan Zillion.
À cette époque, Tatsunoko est en grandes difficultés financières et l'annexe dirigée par Ishikiwa manque de moyens. Il propose de l'acquérir avec Takayuki Gotō (ja), qui travaille avec lui, pour y créer leur propre studio. Tatsunoko finance en partie la nouvelle entreprise et le 15 décembre 1988 l'annexe est renommée I.G Tatsunoko.
Le studio produit alors un grand nombre d'OAV et de films en collaboration avec les studios animate film (ja), DEEN et Kitty Mitaka. Au début des années 1990, le studio travaille notamment avec Mamoru Oshii sur les OAV et sur le premier film de Patlabor. Travaillant depuis son film Tenshi no tamago principalement avec Studio DEEN, Oshii est séduit par le studio I.G et décide dans un premier temps de lui confier l'animation des parties animées de son film live-action Talking head sortis en 1992. En 1993, Oshii réalise son premier film chez I.G, Patlabor 2 qui sera suivi 2 ans plus tard par le mondialement acclamé Ghost in the shell.
En septembre 1993, le studio change de nom et devient Production I.G, son nom actuel. En juin 1990, Ishikawa crée ING qui sert de maison-mère pour Production I.G jusqu'en septembre 2000 où elle est réintégrée au studio. Le studio a également créé de nombreuses filiales : XEBEC en mai 1995, studio plus axé sur la production de séries télévisées, Production I.G, LLC (installé à Los Angeles), chargé de la distribution internationale, en mai 1997 et BEE TRAIN en 1997 qui deviendra par la suite indépendante.
Le 1er décembre 2007, Production I.G s'est unie avec Mag Garden, éditeur de manga dont il détenait déjà 15 %, après son rachat en juillet 2007 pour former une nouvelle société holding appelée IG Port. La nouvelle structure est depuis devenue la société mère de Production I.G, Signal.MD et Wit Studio. XEBEC faisait autrefois partie de IG Port jusqu'au 20 novembre 2018, date de sa vente au studio Sunrise.
Le 12 janvier 2019, il a été annoncé que le département de photographie et la filiale de XEBEC, XEBECzwei, seront intégrés à I.G et que les travaux sur Sōkyū no Fafner: Beyond se dérouleraient comme prévu ; la filiale a été renommée IGzwei après le transfert.
En avril 2010, le studio est transféré de Kokubunji à Musashino.
IG Port a annoncé le 22 mai 2020 que le président de Wit Studio, George Wada, endossera également le rôle de vice-président exécutif de Production I.G à compter du 1er juin et que Tetsuya Nishio, animateur et responsable d'exploitation, et Takayuki Gotō seront nommés directeurs du studio pour une prise de fonction le 28 août.
Le 18 juillet 2025, il est annoncé que Hideaki Anno rentrera au conseil d'administration de IG production à compter du 21 août 2025

## Production
Sources,

### Séries télévisées
| Année | Titre                                                 | Dates de 1re diffusion | Dates de 1re diffusion | Nb. éps. | Notes |
| Année | Titre                                                 | Début                  | Fin                    | Nb. éps. | Notes |
| ----- | ----------------------------------------------------- | ---------------------- | ---------------------- | -------- | --- |
| 1994  | Blue Seed                                             | 5 octobre 1994         | 29 mars 1995           | 26       | Basée sur le manga de Yūzō Takada ; coproduite avec Ashi Productions. |
| 2001  | Vampiyan Kids (en)                                    | 13 octobre 2001        | 30 mars 2002           | 23       | Projet original coproduit avec XEBEC. |
| 2002  | Ghost in the Shell: Stand Alone Complex               | 1er octobre 2002       | 25 mars 2003           | 26       | Basée sur le manga Ghost in the Shell de Masamune Shirow. |
| 2003  | Le Bahut des Tordus                                   | 2 octobre 2003         | 25 mars 2004           | 26       | Basée sur le manga d'Eiji Nonaka ; épisodes de 12 minutes. |
| 2004  | Ghost in the Shell: SAC 2d GIG                        | 1er janvier 2004       | 8 janvier 2005         | 26       | Suite de Ghost in the Shell: Stand Alone Complex. |
| 2004  | Otogi-zōshi (ja)                                      | 6 juillet 2004         | 29 mars 2005           | 2        | Projet original. |
| 2004  | Windy Tales                                           | 11 septembre 2004      | 26 février 2005        | 13       | Basée sur le projet de Minami Ōtori, lauréat de la première édition de l'Anime kikaku taishō (アニメ企画大賞). |
| 2005  | Idaten Jump                                           | 1er octobre 2005       | 30 septembre 2006      | 52       | Production d'animations pour Trans Arts (ja). |
| 2005  | IGPX (ja)                                             | 5 octobre 2005         | 29 mars 2006           | 24       | Projet original coproduite avec Cartoon Network. |
| 2005  | Blood+                                                | 8 octobre 2005         | 23 septembre 2006      | 50       | Projet original. |
| 2006  | xxxHOLiC                                              | 6 avril 2006           | 28 septembre 2006      | 24       | Basée sur le manga de CLAMP. |
| 2006  | Le Chevalier d'Éon                                    | 19 août 2006           | 24 février 2007        | 12       | Basée sur une histoire originale de Tō Ubukata. |
| 2007  | Reideen                                               | 3 mars 2007            | 1er septembre 2007     | 26       | Remake de la série Yūsha Raideen de Yoshiyuki Tomino. |
| 2007  | Sisters of Wellber (en)                               | 3 avril 2007           | 26 juin 2007           | 13       | Production d'animations pour Trans Arts. |
| 2007  | Seirei no moribito                                    | 7 avril 2007           | 29 septembre 2007      | 26       | Basée sur le premier roman de la série des Moribito (ja) écrite par Nahoko Uehashi. |
| 2007  | Ghost Hound                                           | 18 octobre 2007        | 3 avril 2008           | 22       | Projet original basé sur une idée de Masamune Shirow pour les 20 ans de Production I.G. |
| 2008  | Sisters of Wellber Zwei (en)                          | 1er janvier 2008       | 25 mars 2008           | 13       | Suite de Sisters of Wellber. |
| 2008  | xxxHOLiC◆Kei                                          | 3 avril 2008           | 26 juin 2008           | 13       | Suite de xxxHOLiC. |
| 2008  | Real Drive                                            | 9 avril 2008           | 1er octobre 2008       | 26       | Projet original basé sur une idée de Masamune Shirow. |
| 2008  | Library Wars                                          | 11 avril 2008          | 27 juin 2008           | 12       | Basée sur la série de light novel écrite par Hiro Arikawa et illustrée par Sukumo Adabana. |
| 2008  | Sands of Destruction                                  | 7 juillet 2008         | 29 septembre 2008      | 13       | Basée sur le jeu vidéo de rôle développé par Imageepoch et édité par Sega pour la Nintendo DS. |
| 2009  | Kemono no sōja: Erin (ja)                             | 10 janvier 2009        | 26 décembre 2010       | 50       | Basée sur la série de romans de Nahoko Uehashi. |
| 2009  | Sengoku Basara                                        | 1er avril 2009         | 17 juin 2009           | 12       | Basée sur la série de jeux vidéo éponyme de Capcom. |
| 2009  | Eden of the East                                      | 9 avril 2009           | 18 juin 2009           | 11       | Projet original créé par Kenji Kamiyama. |
| 2009  | Sawako                                                | 6 octobre 2009         | 30 mars 2010           | 25       | Basée sur le manga de Karuho Shiina. |
| 2010  | Sengoku Basara 2                                      | 11 juillet 2010        | 26 septembre 2011      | 12       | Suite de Sengoku Basara. |
| 2011  | Sawako 2nd Season                                     | 11 janvier 2011        | 30 mars 2011           | 12       | Suite de Sawako. |
| 2011  | Yondemasu yo, Azazel-san. (ja)                        | 8 avril 2011           | 1er juillet 2011       | 13       | Basée sur le manga de Yasuhisa Kubo. |
| 2011  | Moshidora (en)                                        | 25 avril 2011          | 6 mai 2011             | 10       | Basée sur le roman de Natsumi Iwasaki. |
| 2011  | Un drôle de père                                      | 7 juillet 2011         | 15 septembre 2011      | 11       | Basée sur le manga de Yumi Unita. |
| 2011  | Blood-C (en)                                          | 8 juillet 2011         | 30 septembre 2011      | 12       | Projet original coproduite avec le groupe d'artistes CLAMP. |
| 2011  | Guilty Crown                                          | 13 octobre 2011        | 22 mars 2012           | 22       | Projet original créé par Tetsurō Araki. |
| 2012  | Shin Prince of Tennis                                 | 5 janvier 2012         | 29 mars 2012           | 13       | Basée sur la série de manga écrite par Takeshi Konomi et dessinée par Kenichi Sakura ; coproduite avec MSC. |
| 2012  | Kuroko's Basket                                       | 8 avril 2012           | 23 septembre 2012      | 25       | Basée sur le manga de Tadatoshi Fujimaki. |
| 2012  | Shining Hearts: Shiawase no Pan (ja)                  | 12 avril 2012          | 28 juin 2012           | 12       | Basée sur le jeu vidéo de rôle Shining Hearts de Sega. |
| 2012  | Robotics;Notes                                        | 11 octobre 2012        | 21 mars 2013           | 22       | Basée sur le visual novel de 5pb.. |
| 2012  | Psycho-Pass                                           | 12 octobre 2012        | 22 mars 2013           | 22       | Projet original co-réalisé par Katsuyuki Motohiro et Naoyoshi Shiotani et écrit par Gen Urobuchi. |
| 2013  | Yondemasu yo, Azazel-san. Z (ja)                      | 6 avril 2013           | 29 juin 2013           | 12       | Suite de Yondemasu yo, Azazel-san.. |
| 2013  | L'Attaque des Titans                                  | 7 avril 2013           | 29 septembre 2013      | 25       | Basée sur le manga de Hajime Isayama ; supervision de la production de Wit Studio. |
| 2013  | Suisei no Gargantia                                   | 7 avril 2013           | 30 juin 2013           | 13       | Projet original réalisé par Kazuya Murata. |
| 2013  | Genshiken Nidaime                                     | 7 juillet 2013         | 29 septembre 2013      | 13       | Basée sur le manga de Shimoku Kio. |
| 2013  | Pokémon : Les Origines                                | 2 octobre 2013         | 2 octobre 2013         | 4        | Basée sur les jeux vidéo Pokémon Rouge et Bleu ; coproduite avec OLM et XEBEC. |
| 2013  | Kuroko's Basket 2nd Season                            | 6 octobre 2013         | 30 mars 2014           | 25       | Suite de Kuroko's Basket. |
| 2013  | Ace of Diamond                                        | 6 octobre 2013         | 28 mars 2016           | 126      | Basée sur le manga de Yuji Terajima ; coproduite avec Madhouse. |
| 2014  | Haikyū!!                                              | 6 avril 2014           | 21 septembre 2014      | 25       | Basée sur le manga de Haruichi Furudate. |
| 2014  | Broken Blade                                          | 6 avril 2014           | 22 juin 2014           | 12       | Basée sur le manga de Yunosuke Yoshinaga ; coproduite avec XEBEC. |
| 2014  | Blue Spring Ride                                      | 8 juillet 2014         | 23 septembre 2014      | 12       | Basée sur le manga d'Io Sakisaka. |
| 2015  | Kuroko's Basket 3rd Season                            | 11 janvier 2015        | 30 juin 2015           | 25       | Suite de Kuroko's Basket 2nd Season. |
| 2015  | Maria, sorcière de gré, pucelle de force !            | 11 janvier 2015        | 29 mars 2015           | 12       | Basée sur le manga de Masayuki Ishikawa. |
| 2015  | Ghost in the shell: Arise Alternative Architecture    | 5 avril 2015           | 14 juin 2015           | 10       | Version rééditée de Ghost in the Shell: Arise pour la diffusion à la télévision. |
| 2015  | Pikaia! (ja)                                          | 29 avril 2015          | 30 juillet 2015        | 13       | Projet original produite par NHK Educational TV ; coproduite avec OLM. |
| 2015  | L'Attaque des Titans: Junior High-School              | 4 octobre 2015         | 27 décembre 2015       | 12       | Basée sur le manga dérivé de L'Attaque des Titans dessiné par Saki Nakagawa. |
| 2015  | Haikyū!! 2                                            | 4 octobre 2015         | 27 mars 2016           | 2        | Suite de Haikyū!!. |
| 2016  | Joker Game (ja)                                       | 5 avril 2016           | 21 juin 2016           | 12       | Basée sur la série de romans de Koji Yanagi. |
| 2016  | Haikyū!! Karasuno Kōkō vs Shiratorizawa Gakuen Kōkō   | 8 octobre 2016         | 10 décembre 2016       | 10       | Suite de Haikyū!! 2. |
| 2017  | Pikaia!! (ja)                                         | 26 février 2017        | 27 mai 2017            | 13       | Projet original produite par NHK Educational TV ; coproduite avec OLM. |
| 2017  | L'Attaque des Titans 2                                | 1er avril 2017         | 17 juin 2017           | 12       | Suite de L'Attaque des Titans ; supervision de la production de Wit Studio. |
| 2017  | Atom: The Beginning                                   | 15 avril 2017          | 8 juillet 2017         | 12       | Basée sur le manga de Tetsuro Kasahara, sous la supervision de Makoto Tezuka et Masami Yuki ; coproduite avec OLM et Signal.MD. |
| 2017  | Welcome to the Ballroom                               | 9 juillet 2017         | 17 décembre 2017       | 24       | Basée sur le manga de Tomo Takeuchi. |
| 2017  | Magical Circle Guru Guru (ja)                         | 12 juillet 2017        | 20 décembre 2017       | 24       | Basée sur le manga de Hiroyuki Etō. |
| 2017  | The Ancient Magus Bride                               | 8 octobre 2017         | 25 mars 2018           | 24       | Basée sur le manga de Kore Yamazaki ; supervision de la production de Wit Studio. |
| 2018  | Legend of the Galactic Heroes: Die Neue These - Kaikō | 3 avril 2018           | 26 juin 2018           | 12       | Basée sur la série de romans de science-fiction Legend of the Galactic Heroes écrite par Yoshiki Tanaka. |
| 2018  | FLCL Progressive                                      | 2 juillet 2018         | 7 juillet 2018         | 6        | Suite de FLCL ; produite par Adult Swim, elle est diffusée sur Toonami. |
| 2018  | FLCL Alternative                                      | 8 septembre 2018       | 13 octobre 2018        | 6        | Suite de FLCL Progressive ; coproduite avec NUT et Revoroot ; produite par Adult Swim, elle est diffusée sur Toonami. |
| 2018  | Run with the Wind                                     | 3 octobre 2018         | 27 mars 2019           | 23       | Basée sur le roman de Shion Miura. |
| 2019  | Vinland Saga                                          | 8 juillet 2019         | 30 décembre 2019       | 24       | Basée sur le manga de Makoto Yukimura ; supervision de la production de Wit Studio. |
| 2019  | Case File n°221: Kabukichô (en)                       | 12 octobre 2019        | 28 mars 2020           | 24       | Projet original. |
| 2019  | Shin: Chūka ichiban! (ja)                             | 12 octobre 2019        | 28 décembre 2019       | 12       | Basée sur le manga d'Etsushi Ogawa. |
| 2019  | Psycho-Pass 3                                         | 24 octobre 2019        | 13 décembre 2019       | 8        | 3e saison de Psycho-Pass. |
| 2020  | Haikyū!! To The Top                                   | 11 janvier 2020        | 4 avril 2020           | 13       | Suite de Haikyū!! Karasuno kōkō vs Shiratorizawa gakuen kōkō. |
| 2020  | Haikyū!! To The Top: 2nd Cours                        | 2 octobre 2020         | 18 décembre 2020       | 12       | Seconde partie de Haikyū!! To The Top ; initialement prévue pour juillet 2020 avant d'être repoussée en raison de l'impact de la pandémie de Covid-19 au Japon sur la production.                                                                   |
| 2020  | Noblesse                                              | 7 octobre 2020         | 30 décembre 2020       | 13       | Basée sur le manwha écrit par Son Jae Ho et dessiné par Lee Gwang Su. |
| 2020  | Moriarty the Patriot                                  | 11 octobre 2020        | 27 juin 2021           | 24       | Basée sur le manga écrit par Ryōsuke Takeuchi et dessiné par Hikaru Miyoshi. |
| 2021  | Shin: Chūka ichiban! 2 (ja)                           | 12 janvier 2021        | 30 mars 2021           | 12       | Suite de Shin: Chūka ichiban!,. |
| 2021  | VladLove (ja)                                         | 14 février 2021        | 14 mars 2021           | 12       | Coopération de production pour un projet original d'Ichigo Animation et Drive réalisé par Mamoru Oshii ; initialement prévue pour automne 2020 avant d'être repoussée en raison de l'impact de la pandémie de Covid-19 au Japon sur la production,. |
| 2021  | Fena: Pirate Princess                                 | 15 août 2021           | 24 octobre 2021        | 12       | Projet original coproduit avec Adult Swim ; diffusée en avant-première sur Toonami d'Adult Swim. |
| 2022  | Ao Ashi                                               | 9 avril 2022           | 24 septembre 2022      | 24       | Basée sur le manga écrit et dessiné par Yûgo Kobayashi. |
| 2023  | Tengoku Daimakyō                                      | 1er avril 2023         | 24 juin 2023           | 13       | Basée sur le manga A Journey beyond Heaven écrit et dessiné par Masakazu Ishiguro,. |
| 2024  | Kaiju n°8                                             | 13 avril 2024          | NC                     | NC       | Basée sur le manga Kaiju n°8 écrit et dessiné par Naoya Matsumoto |
| 2024  | Terminator Zero                                       | 29 août 2024           | NC                     | 8        | Basée sur la saga Terminator |

### ONA
- The King of Fighters: Another Day (en) (4 épisodes) (2 décembre 2005 - 3 mars 2006)[27]
- Chocolate Underground (ja) (13 épisodes) (12 juin 2008 - 27 août 2008)[28]
- Kid Icarus: Uprising - Thanatos Rising (3 épisodes) (8 mars - 13 mars 2012) (coproduction avec NAS (ja))[29]
- Next A-Class (1 épisode) (16 novembre 2012)[30]
- Mō hitotsu no mirai o. (3 épisodes) (11 décembre 2013 - 13 mars 2014)
- Noblesse: Awakening (1 épisode) (4 février 2016)[31]
- Star Fox Zero: The Battle Begins (1 épisode) (20 avril 2016) (coproduction avec Wit Studio)[32]
- Africa no Salaryman (ja) (10 épisodes) (19 - 30 juin 2017)[33]
- Neo Yokio (en) (7 épisodes) (22 septembre 2017) (coproduction avec Studio DEEN)[34]
- Kodoku no Gourmet (10 épisodes) (29 novembre 2017 - 31 août 2018)[35]
- B: The Beginning (12 épisodes) (2 mars 2018)[36]
- Sword Gai: The Animation (en) (24 épisodes) (23 mars - 30 juillet 2018) (coproduction avec LandQ studios et DLE (en))[37]
- Moshi moshi, Terumi desu. (en) (30 épisodes) (8 juin - 24 août 2018)[38]
- Holiday Love: Fūfukan Ren'ai (ja) (20 épisodes) (3 août 2018)[39]
- Chūsotsu Worker kara hajimeru kōkō seikatsu (ja) (20 épisodes) (30 novembre 2018 - 25 janvier 2019)[40]
- Ultraman (en) (13 épisodes) (1er avril 2019) (coproduction avec Sola Digital Arts)[41]
- Ghost in the Shell: SAC_2045 (2020)[42]
- Star Wars: Visions (1 épisode réalisé sur 9, Le Neuvième Jedi) (22 septembre 2021) (coproduction avec Science Saru, Kinema Citrus, Trigger, Colorido, Geno Studio et Kamikaze Douga)[43]

### Films
- Tistou les pouces verts (Tistou: Midori no oyayubi) (1990)
- Little Polar Bear: Shirokuma-kun, doko e? (1990) (avec animate film (ja))
- Eiji (1990) (avec animate film)
- Le Continent du Vent (en) (Kaze no tairiku) (1992)
- Talking Head (en) (1992) (Uniquement les séquences d'animation)
- Patlabor 2 the Movie (1993)
- Ghost in the Shell (1995)
- Neon Genesis Evangelion: Death & Rebirth (1997) (coproduction avec GAINAX)
- Neon Genesis Evangelion: The End of Evangelion (1997) (coproduction avec GAINAX)
- Cyber Team in Akihabara: 2011 Summer Vacation (1999)
- Jin-Roh, la brigade des loups (1999)
- Blood: The Last Vampire (2000)
- Sakura Wars: The Movie (2001)
- Mini Pato (en 3 parties) (2002)
- Kill Bill : Vol. 1 (2003) (Uniquement les séquences d'animation)
- Dead Leaves (2004)
- Ghost in the Shell 2: Innocence (2004)
- The Prince of Tennis Two Samurai: The First Game (2005)
- xxxHolic : Le songe d'une nuit d'été (2005)
- Tsubasa RESERVoir CHRoNiCLE : La Princesse du Royaume de la Cage aux Oiseaux (2005)
- Tachiguishi-Retsuden (en) (2006) (Uniquement les séquences d'animation)
- Yumedamaya Kidan (2007) (téléfilm diffusé sur Animax)
- The Sky Crawlers (2008)
- Chocolate Underground: Bokura no Chocolate sensō (ja) (2009) (coproduction avec Trans Arts (ja))
- Miyamoto Musashi: Sōken ni haseru yume (ja) (2009)
- Hottarake no shima: Haruka to mahō no kagami (ja) (2009)
- Tales of Vesperia: First Strike (2009)
- Eden of the East: The King of Eden (2009)
- Eden of the East: Paradise Lost (2010)
- Bungaku shōjo (ja) (2010)
- Broken Blade (6 films) (2010-2011) (coproduction avec XEBEC)
- Loups=Garous (2010)
- Shoka: The Calligraphers (ja) (2010) (téléfilm diffusé sur Animax)
- Des esprits pas commodes (ja) (Tansu warashi.) (2011) (court-métrage réalisé pour le Project A)
- Ghost in the Shell: SAC Solid State Society 3D (2011)
- Xi Avant (ja) (2011) (court-métrage)
- Pokémon : Noir – Victini et Reshiram et Pokémon : Blanc – Victini et Zekrom (2011) (coproduction avec OLM et XEBEC)
- Sengoku Basara: The Last Party (en) (2011) (coproduction avec MSC)
- Appleseed XIII (en) (2 films) (2011) (coproduction avec JINNI'S Animation Studio)
- La Petite Fille araignée (Wasurenagumo) (2011) (court-métrage réalisé pour l'Anime Mirai 2012)
- Lettre à Momo (2012)
- Blood-C: The Last Dark (en) (2012)
- Toshokan sensō: Kakumei no tsubasa (2012)
- 009 Re:Cyborg (2012) (coproduction avec Sanzigen)
- Mass Effect: Paragon Lost (2012)[44]
- Kick-Heart (ja) (2013) (court-métrage expérimental)
- Hal (ja) (2013) (production de Wit Studio)
- L'Île de Giovanni (2014)
- Psycho-Pass: The Movie (2015)
- Miss Hokusai (2015)
- Ghost in the Shell: The New Movie (2015)
- Pigtails (Mitsuami no Kamisama) (2015)
- Kuroko's Basket: Winter Cup (3 films) (2016)
- Kuroko's Basket The Movie: Last Game (2017)
- Tokimeki Restaurant☆☆☆ Miracle6 (ja) (2018)
- Psycho-Pass: Sinners of the System (3 films) (2019)
- Fate/Grand Order: Shinsei Entaku Ryouiki Camelot - Paladin; Agateram (2021)
- Le Roi cerf (2021)

### OAV
- Akai kōdan Zillion: Burning Night (ja) (1 OAV) (1988) (coproduction avec Tatsunoko)
- Mainichi ga nichiyōbi (Les 4 premiers épisodes seulement) (1990) (coproduction avec animate film (ja))
- Shiawase no katachi (ja) (4 OAV) (1990-1991)
- Little Polar Bear: Shirokuma-kun, fune ni noru (1 OAV) (1er décembre 1991) (coproduction avec animate film)
- Video Girl Ai (6 OAV) (1992)
- Dragon Half (en) (2 OAV) (1993)
- Ryūseiki Gakusaver (ja) (6 OAV) (1993-1994)
- Fantasia (ja) (1 OAV) (1993)
- Please Save My Earth (6 OAV) (1993-1994)
- B.B. Fish (ja) (1 OAV) (1994)
- Bakuen Campus Guardress (ja) (4 OAV) (1994)
- Slime bōkenki (ja) (1 OAV) (1995)
- Tokumu sentai Shinesman (ja) (2 OAV) (1996)
- Blue Seed Beyond (3 OAV) (1996-1998)
- Chrono Trigger: Dimensional Adventure Numa Monjar (1 OAV) (1996)
- Panzer Dragoon (1 OAV) (1996)
- Bronze: Zetsuai since 1989 (1 OAV) (1996)
- Slime bōkenki: Wolf-kun ganbaru no maki (ja) (1 OAV) (1998)
- One Piece : À bas Gyanzack ! (1 OAV) (1998)
- Slime bōkenki: Umi da, Yeah ! (ja) (1 OAV) (1999)
- FLCL (6 OAV) (2000) (coproduction avec GAINAX)
- Kai Doh Maru (en) (1 OAV) (2001)
- Vampiyan Kids (en) (3 OAV) (2001)
- The Prince of Tennis: A Day of the Survival Mountain (1 OAV) (2002)
- Eyeshield 21: Maboroshi no Golden Bowl (2003)
- Oval x Over (en 3 parties) (2005)
- Ghost in the Shell: Stand Alone Complex - The Laughing Man (1 OAV) (2005)
- Ghost in the Shell: SAC 2nd GIG - Individual Eleven (1 OAV) (2005)
- The King of Fighters: Another Day (4 OAV) (2005)
- Ghost in the Shell: SAC Solid State Society (1 OAV) (2006)
- Tsubasa Tokyo Revelations (3 OAV) (2007-2008)
- Tokyo Marble Chocolate (2 OAV) (2007)
- Prologue of Blame! (2 OAV) (2007)
- Library Wars (1 OAV) (2008)
- Batman: Gotham Knight - Crossfire (1 OAV) (2009)
- Abunai Sisters: Koko & Mika (10 OAV) (2009)
- xxxHOLiC: Shunmuki (2 OAV) (2009)
- Tsubasa: Shunraiki (2 OAV) (2009)
- Shōjo Fight (ja) (1 OAV) (2009)
- Halo Legends - The Duel (1 OAV) (2009)
- “Bungaku shōjo” Kyō no oyatsu: Hatsukoi (ja) (1 OAV) (2009)
- Halo Legends - Homecoming (1 OAV) (2010) (coproduction avec BEE TRAIN)
- Yondemasu yo, Azazel-san. (ja) (4 OAV) (2010-2014)
- xxxHOLiC: Rō (2 OAV) (2010-2011)
- “Bungaku shōjo” Memoire (ja) (3 OAV) (2010)
- Je t'aime (1 OAV) (2010)
- Dante's Inferno: An Animated Epic (1 OAV) (2010)
- The Prince of Tennis Another Story II: Ano Toki no Bokura (4 OAV) (2011)
- Kuroko's Basket: Tip Off (1 OAV) (2013)
- Vassalord (en) (1 OAV) (2013)
- Ghost in the Shell: Arise (5 OAV) (2013-2015)
- Suisei no Gargantia (2 OAV) (2013)
- Kuroko's Basket: Baka ja kattenai no yo! (1 OAV) (2013)
- Kuroko's Basket: Mōikkai yarimasen ka (1 OAV) (2014)
- Haikyū!! Lev Kenzan! (1 OAV) (2014)
- Ace of Diamond (2 OAV) (2014-2015)
- Suisei no Gargantia: Meguru kōro, haruka (2 OAV) (2014-2015)
- Shin Prince of Tennis: vs. Genius 10 (10 OAV) (2014-2015)
- Kuroko's Basket: Saikō no Present desu (1 OAV) (2015)
- Haikyū!! VS Akaten (1 OAV) (2015)
- Ace of Diamond Second Season (2 OAV) (2016)
- Haikyū!!: Tokushū! Harukō Volley ni kaketa seishun (1 OAV) (2017)
- Haikyū!!: Riku vs Kuu (2020)
- Case File nº221: Kabukicho (en) (2020)
- Moriarty the Patriot (2 OAV) (2022)

### Jeux vidéo
Les parties d'anime seulement :
- Samsara Naga 2 (1994)
- Ghost in the shell - le jeu (1997)
- The Granstream Saga (1997)
- Tales of Destiny (1997)
- Sakura Wars 2: Thou Shalt Not Die (1998)
- Tekken 3 (1998)
- YaruDora: Double Cast (1998)
- YaruDora: Kisetsu o Dakishimete (Embracing The Season) (1998)
- YaruDora: Sampaguita (1998)
- YaruDora: Yukiwari no Hana (Snow-Breaking Flower) (1998)
- Tales of Phantasia (1998)
- Psychometrer Eiji (1999)
- Kosodate Quiz Motto My Angel (1999)
- Ace Combat 3 : Electrosphère (1999)
- The Files of Young Kindaichi 3: The Murders of the Blue Dragon (1999)
- Wild Arms 2nd Ignition (1999)
- Love & Destroy (1999)
- Valkyrie Profile (1999)
- Popolocrois II (2000)
- Scandal (2000)
- Tales of Eternia (2000)
- Mobile Police Patlabor - Game Edition (2000)
- Blood: The Last Vampire (2000)
- Sakura Wars 3: Is Paris Burning (2001)
- Summon Night 2 (2001)
- Sakura Wars 4: Fall in Love, Maidens (2002)
- Surveillance (2002)
- Tales of Destiny 2 (2002)
- Sakura Wars: In Burning Blood (2003)
- Over the Monochrome Rainbow featuring Shogo Hamada (2003)
- Tales of Symphonia (2003)
- Tales of Rebirth (2004)
- Ghost in the Shell: Stand Alone Complex (PS2 Game Edition) (2004)
- Tales of Eternia (2005)
- Tales of the World - Narikiri Dungeon 3 (2005)
- Ghost in the Shell: Stand Alone Complex (PSP Game Edition) (2005)
- Mobile Police Patlabor Comes Back: MiniPato (2005)
- Sonic Riders (2006)
- Wario Land: The Shake Dimension (2008)[45]
- Kid Icarus Uprising (2012)
- Persona 5 (2016)

### Divers
- Samsung Home Appliances (3 publicités pour Samsung) (1996)
- Beer and Samurai (Publicité pour Murphy's Irish Stout) (1997)
- TBS Image Spot (3 publicités pour TBS) (1997)
- Samsung (Nagano Olympic Campaign) (7 publicités pour Samsung) (1998)
- Emotion Logo (logo pour le label Emotion de Bandai) (1998)
- Making-of du jeu Ghost in the Shell (1998)
- Quantum Leap (clip musical, m-flo) (2000)
- J-SKY Station (spot publicitaire) (2000)
- Showa Note: The Prince Of Tennis Summer Festival (spot publicitaire) (2002)
- Tales of the World: Narikiri Dungeon 2 (spot publicitaire) (2002)
- Tales of Phantasia (spot publicitaire pour la version GBA) (2003)
- T-Mobile Sidekick: Johnny Chase (2 spots publicitaires) (2003)
- Chains & Rings (clip musical pour une chanson de Linda, chanteuse pop russe) (2003)
- Jun (clip musical, Takuro Yoshida) (2003)
- HAL Institute of Computer Technology (publicité) (2005)
- Kirin Lemon 77 (publicité pour Kirin) (2005)
- Kirin Lemon Black (publicité pour Kirin) (2005)
- UIA 2011 Tokyo En: Kaleidoscope Showcase (vidéo promotionnel pour le congrès de l'IUA de 2011) (2005)
- Peut-être toi (clip musical, Mylène Farmer) (2006)
- XX (contenu pour portable) (2007)
- Universe (clip musical, Maaya Sakamoto) (2007)
- Asience: Hairy Tale (publicité pour Kao) (2007)

## Personnalités ayant travaillé chez Production I.G
- Mitsuhisa Ishikawa (en), Président, cofondateur de production I.G et producteur (les deux films et les deux séries Ghost in the shell, Blood : The last Vampire, Blood +, Dead Leaves, FLCL, Jin Roh, …)[46]

- Takayuki Gotō (ja), Vice-président, cofondateur de Production I.G, responsable du studio 1, directeur de l'animation (Ghost in the shell: Stand Alone Complex, Please save my earth,..') et charadesigner (Blue Seed, Video girl Ai…)[47]

- Kazuchika Kise, responsable du studio 2, directeur de l'animation (Blue Seed, Patlabor 2, Le continent du vent,…) et charadesigner (Blue Seed, Otogi zoshi,  le film et la série xxxHolic,…)[48]

- Kenji Kamiyama, réalisateur (Ghost in the shell: Stand Alone Complex, Mini pato, Seirei no moribito)[49]

- Yoshiki Sakurai, scénariste (Ghost in the shell: Stand Alone Complex, xxxHolic, Otogi zoshi,…)[50]

- Hiromasa Ogura, Directeur artistique (Ghost in the shell, Jin roh, Dead Leaves, xxxHolic,…)[51]

- Mitsuru Hongō, Réalisateur (IGPX, Reideen, Sakura wars: The movie, …)[52]

- Hiroyuki Okiura, réalisateur (Jin roh) et charadesigner (Ghost in the shell, Innocence :Ghost in the shell 2)[53]